# Ron Harper (aktor)
Ronald Robert Harper (ur. 12 stycznia 1936 w Turtle Creek w Pensylwanii, zm. 21 marca 2024 w Los Angeles) – amerykański aktor. Odtwórca roli Alana Virdona, jednego z astronautów w serialu CBS Planeta Małp (Planet of the Apes, 1974).

## Życiorys

### Wczesne lata
Urodził się jako syn Mabel Grace Champion i George’a Harpera. Po ukończeniu Turtle Creek High School, studiował na Uniwersytecie Princeton, gdzie był członkiem University Players. Zaproponowano mu stypendium na studia prawnicze na Harvardzie, ale zamiast tego zdecydował się studiować aktorstwo pod kierunkiem Lee Strasberga. Po służbie w United States Navy powrócił do Nowego Jorku.

### Kariera
W 1955 trafił na mały ekran w jednym z odcinków serialu NBC Kraft Television Theatre. W 1959 zadebiutował na Broadwayu jako mężczyzna w barze w sztuce Tennessee Williamsa Słodki ptak młodości w reżyserii Elii Kazana u boku Paula Newmana i Geraldine Page. Od 6 września 1967 do 12 marca 1968 grał postać porucznika Craiga Garrisona w serialu wojennym ABC Goryle garnizonu (Garrison’s Gorillas). W 1972 powrócił na Broadway w komedii Mieszkanie widokiem rzekę (6 Rms Riv Vu). 
Wystąpił na kinowym ekranie m.in. w roli Jacka w komedii Howarda Deutcha Dziwna para II (1988) i jako minister w melodramacie wojennym Michaela Baya Pearl Harbor (2001).

## Życie prywatne
1 czerwca 1974 zawarł związek małżeński z Sally Stark, z którą ma córkę Nicole. Z czasem doszło do rozwodu. W ostanich latach życia cierpiał na chorobę Alzheimera. Zmarł 21 marca 2024 we śnie, w swoim domu w dzielnicy West Hills w Los Angeles.

## Filmografia
- 1971–1973: Where the Heart Is jako Steve Prescott
- 1974: Planeta Małp (Planet of the Apes) jako Alan Virdon
- 1980: Inny świat jako Taylor Halloway
- 1984: Remington Steele jako dr Roger Chandler
- 1985: Capitol jako Jarrett Morgan
- 1987: Capitol jako Baxter McCandless
- 1988: Loving jako Charles Hartman
- 1990–1991: Pokolenia jako Peter Whitmore
- 1993: Beverly Hills, 90210 jako Mickey Garwood
- 1995: Melrose Place jako pilot
- 1998: Chłopiec poznaje świat jako mężczyzna
- 1998: Strażnik Teksasu jako Eddie
- 2001: Oni, ona i pizzeria jako adwokat
- 2001: Prezydencki poker jako przewodniczący
- 2008: Dowody zbrodni jako Joe Bosquay 08